# Communauté de communes de la Cléry, du Betz et de l'Ouanne
La communauté de communes de la Cléry, du Betz et de l'Ouanne est une structure intercommunale française, située dans les départements du Loiret et de l'Yonne en régions Centre-Val de Loire et Bourgogne-Franche-Comté. Elle a été créée le 1er janvier 2017 et est issue de la fusion des communautés de communes  du  Betz et de la Cléry et de  Château-Renard.
Elle regroupe 23 communes et 19 986 habitants en 2021. Les communes concernées partagent un certain nombre de compétences. Son siège se trouve à Château-Renard.

## Historique
Dans une perspective de renforcement des intercommunalités, la loi du 7 août 2015 portant nouvelle organisation territoriale de la République, dite loi NOTRe , augmente le seuil démographique minimal de 5 000 à 15 000 habitants, sauf exceptions. Le Schéma départemental de coopération intercommunale du Loiret est arrêté sur ces bases le 30 mars 2016 et prévoit la fusion de deux communautés de communes dans l'ouest du département.
Le projet de périmètre est défini par arrêté inter-départemental du 9 mai 2016 puis approuvé le 9 septembre 2016.
Le 1er mars 2019, Saint-Loup-de-Gonois fusionne avec La Selle-sur-le-Bied pour former la commune nouvelle éponyme de La Selle-sur-le-Bied, dont la création est actée par un arrêté préfectoral du 26 février 2019. Le nombre de communes est de 23.

## Territoire communautaire

### Géographie
La communauté de communes de la Cléry, du Betz et de l'Ouanne regroupe 23 communes, dont 22 situées dans le Loiret, au nord-est du département, et une dans l'Yonne. Elle présente une superficie de 499,1 km2.

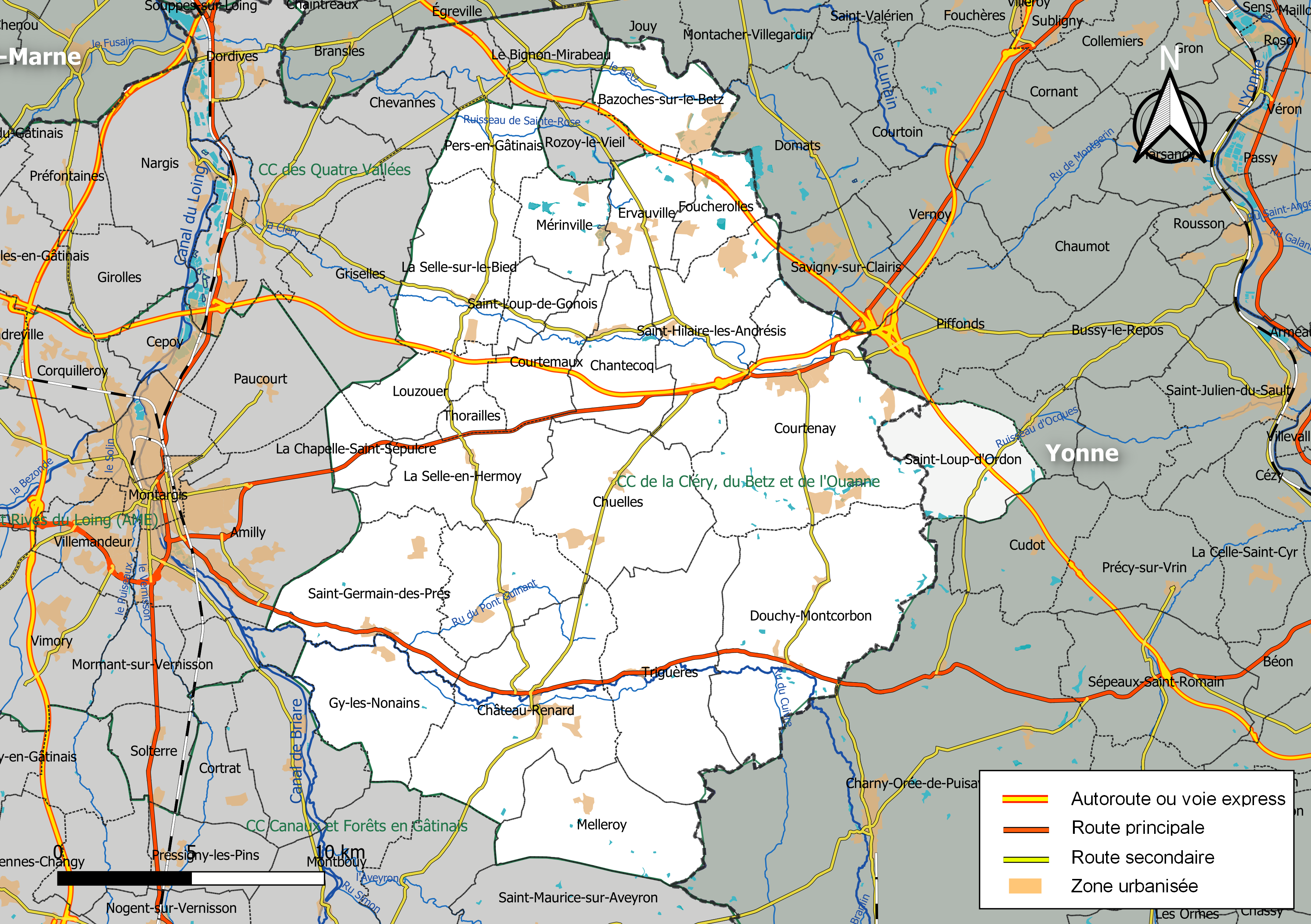
Carte de la communauté de communes de la Cléry, du Betz et de l'Ouanne au 1er janvier 2019.

### Composition

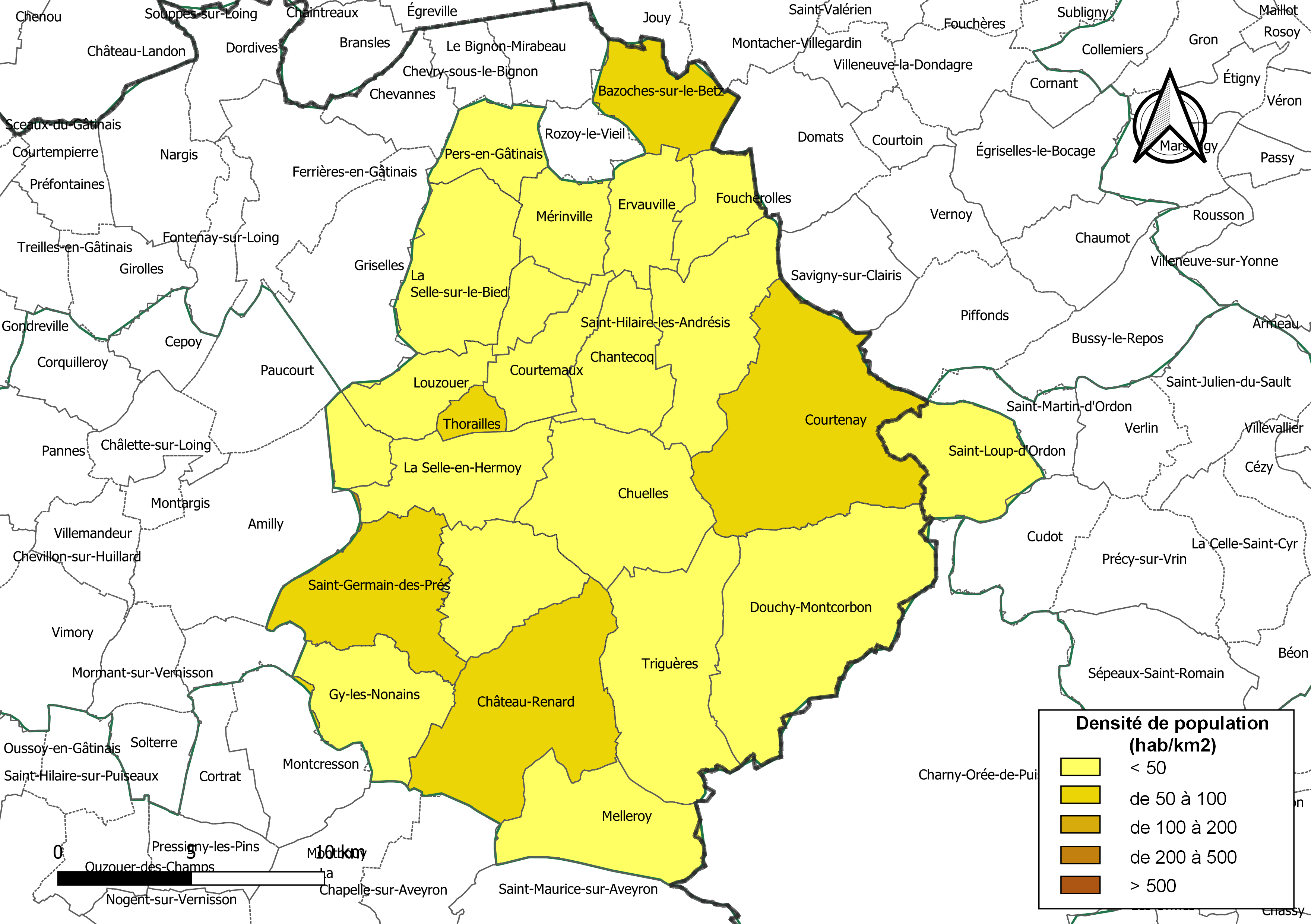
Carte des densités de population (millésimée 2016) des communes de la communauté de communes de la Cléry, du Betz et de l'Ouanne. Composition en communes au 1er janvier 2019.

En 2020, le périmètre de la communauté de communes couvre le territoire de 23 communes. La population municipale 2021 est de 19 986 habitants et sa densité de 40,0 habitants/km2.

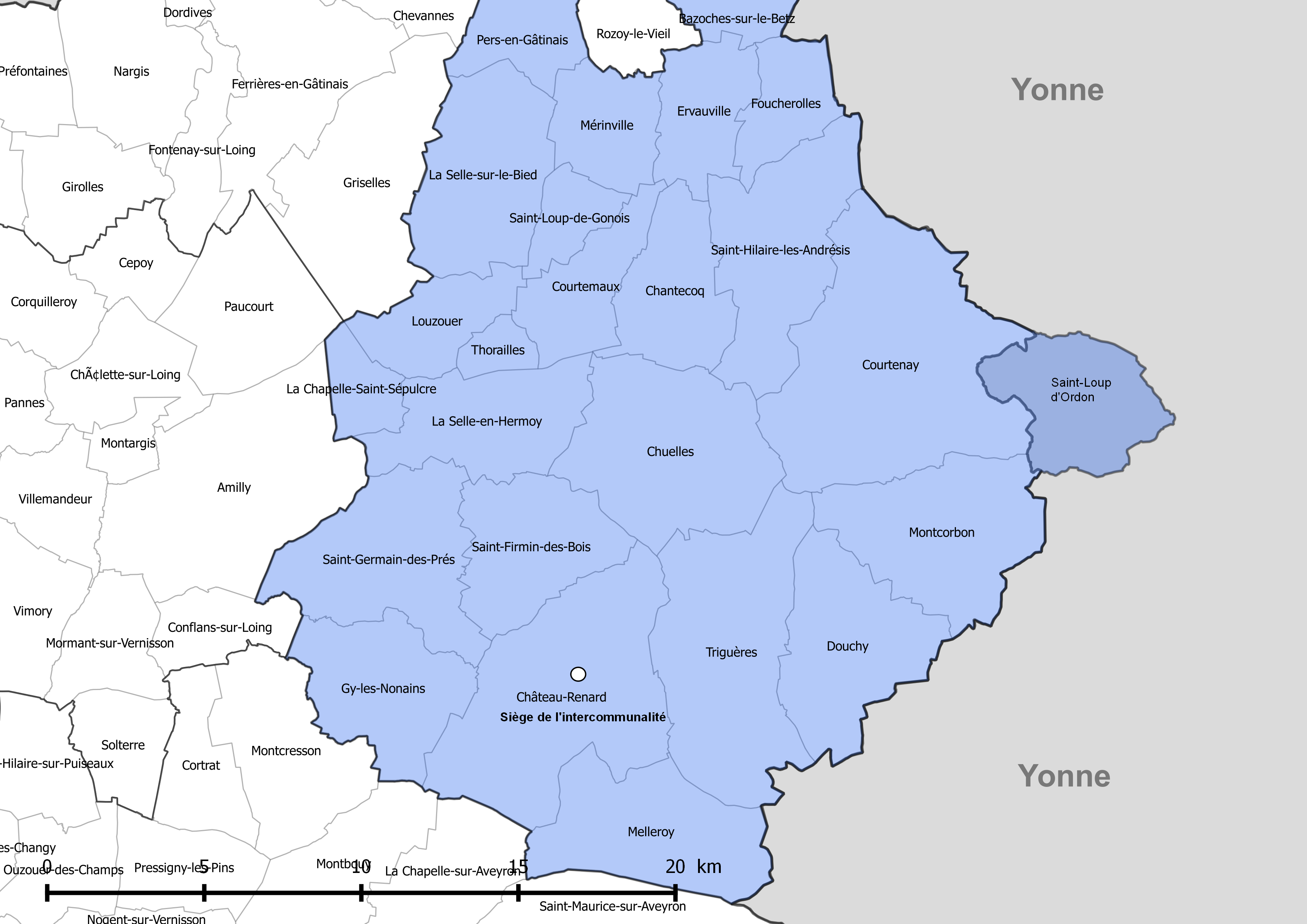
Composition communale de la communauté de communes de la Cléry, du Betz et de l'Ouanne.

La communauté de communes est composée des 23 communes suivantes :

| Nom                        | Code Insee | Gentilé          | Superficie (km2) | Population (dernière pop. légale) | Densité (hab./km2) |
| -------------------------- | ---------- | ---------------- | ---------------- | --------------------------------- | ------------------ |
| Château-Renard (siège)     | 45083      | Castel-Renardais | 40,34            | 2 108 (2022)                      | 52                 |
| Bazoches-sur-le-Betz       | 45026      | Bazochois        | 15,38            | 968 (2022)                        | 63                 |
| Chantecoq                  | 45073      | Chantecoquois    | 15,93            | 516 (2022)                        | 32                 |
| La Chapelle-Saint-Sépulcre | 45076      | Capellois        | 6,21             | 223 (2022)                        | 36                 |
| Chuelles                   | 45097      | Chuellois        | 30,82            | 1 230 (2022)                      | 40                 |
| Courtemaux                 | 45113      | Courtemaliens    | 12,19            | 263 (2022)                        | 22                 |
| Courtenay                  | 45115      | Curtiniens       | 50,13            | 3 799 (2022)                      | 76                 |
| Douchy-Montcorbon          | 45129      |                  | 50,12            | 1 362 (2022)                      | 27                 |
| Ervauville                 | 45136      | Ervauvillois     | 12,54            | 564 (2022)                        | 45                 |
| Foucherolles               | 45149      | Foucherollais    | 9,8              | 303 (2022)                        | 31                 |
| Gy-les-Nonains             | 45165      | Gyssois          | 20,13            | 603 (2022)                        | 30                 |
| Louzouer                   | 45189      | Oratoriens       | 11,23            | 246 (2022)                        | 22                 |
| Melleroy                   | 45199      | Melleroysiens    | 24,23            | 507 (2022)                        | 21                 |
| Mérinville                 | 45201      | Mérinvillois     | 11,84            | 173 (2022)                        | 15                 |
| Pers-en-Gâtinais           | 45250      | Persgatinois     | 10,69            | 241 (2022)                        | 23                 |
| Saint-Firmin-des-Bois      | 45275      | Saint-Firminois  | 19,05            | 498 (2022)                        | 26                 |
| Saint-Germain-des-Prés     | 45279      | Germanopratins   | 26,18            | 1 864 (2022)                      | 71                 |
| Saint-Hilaire-les-Andrésis | 45281      | Andrésiens       | 25,71            | 953 (2022)                        | 37                 |
| Saint-Loup-d'Ordon         | 89350      |                  | 17,67            | 248 (2022)                        | 14                 |
| La Selle-en-Hermoy         | 45306      | Sellois          | 19,56            | 778 (2022)                        | 40                 |
| La Selle-sur-le-Bied       | 45307      | Sellois          | 30,12            | 1 131 (2022)                      | 38                 |
| Thorailles                 | 45322      | Thoraillais      | 3,45             | 197 (2022)                        | 57                 |
| Triguères                  | 45329      | Triguerois       | 35,78            | 1 267 (2022)                      | 35                 |

### Démographie
| 1968   | 1975   | 1982   | 1990   | 1999   | 2009   | 2014   | 2020   |
| ------ | ------ | ------ | ------ | ------ | ------ | ------ | ------ |
| 13 619 | 13 310 | 14 562 | 16 101 | 17 743 | 20 330 | 20 789 | 19 986 |

## Administration

### Siège
Le siège de la communauté de communes est situé à Château-Renard.

### Conseil communautaire
La communauté de communes est gérée par un conseil communautaire composé de 39 délégués issus de chacune des communes membres.
| Nombre de délégués | Communes                                                     |
| ------------------ | ------------------------------------------------------------ |
| 8                  | Courtenay                                                    |
| 4                  | Château-Renard                                               |
| 3                  | Saint-Germain-des-Prés                                       |
| 2                  | Chuelles, Douchy-Montcorbon, La Selle-sur-le-Bied, Triguères |
| 1                  | les 16 autres communes                                       |

### Présidence
| Période      | Période      | Identité           | Étiquette | Qualité                             |
| ------------ | ------------ | ------------------ | --------- | ----------------------------------- |
| janvier 2017 | juillet 2020 | Lionel de Rafelis  |           | Maire de Saint-Hilaire-les-Andrésis |
| juillet 2020 | En cours     | Christophe Bethoul |           | Maire de Saint-Germain-des-Prés     |

### Compétences
La loi Notre prévoit le transfert de nouvelles compétences aux communautés de communes et aux communautés d’agglomération selon un calendrier échelonné.

#### Compétences obligatoires
- Promotion du tourisme, dont la création d’offices de tourisme (au sein du groupe de compétence « développement économique ») : 1er janvier 2017
- Collecte et traitement des déchets : 1er janvier 2017
- Entretien et gestion des aires d’accueil des gens du voyage : 1er janvier 2017
- Gestion des milieux aquatiques et protection contre les inondations (GEMAPI) : 1er janvier 2018
- Eau : 1er janvier 2020
- Assainissement : 1er janvier 2020

#### Compétences optionnelles et facultatives
La lecture combinée des articles 64 et 68 ajoute :
- les compétences « création et gestion de maisons de service au public » et « eau » sur la liste des compétences optionnelles des communautés de communes à compter respectivement du 1er janvier 2017 et du 1er janvier 2018 pour les communautés de communes existantes.
- la compétence « Création de maisons de service au public » sur la liste des compétences optionnelles des communautés d’agglomération à compter du 1er janvier 2017.

En cas de fusion d’EPCI (cas de la communauté de communes du Pithiverais), le nouvel EPCI exerce l’ensemble des compétences exercées auparavant par les EPCI fusionnés (niveau d’intégration le plus élevé). Toutefois, et jusqu’à une délibération de l’EPCI dans le délai d’1 an s’agissant des compétences optionnelles et dans le délai de 2 ans s’agissant des compétences facultatives, l’EPCI fusionné  n’exerce les compétences optionnelles ou facultatives que sur les anciens périmètres où elles étaient exercées.

### Régime fiscal et budget
Le régime fiscal de la communauté de communes est la fiscalité professionnelle unique (FPU).